# Samael

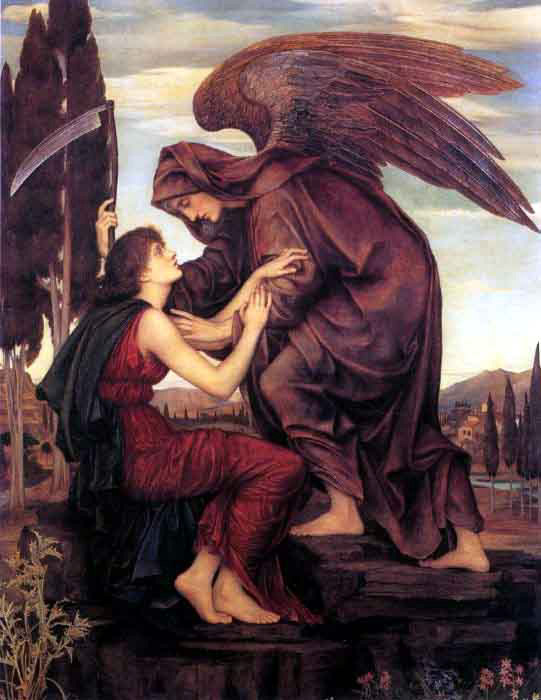
The Angel of Death I di Evelyn De Morgan

Samael o Samaele (in ebraico סמאל‎?; veleno di Dio) secondo la religione cristiana è un arcangelo; nella tradizione Talmudica e post-Talmudica, ha il ruolo di accusatore, seduttore e distruttore, spesso associato all'angelo della morte (Azrael).
Conosciuto anche come Semeyaza, Sammael, Samuél o Samiel, è citato per la prima volta nell'apocrifo libro di Enoch (1 Enoch 6), dove viene incluso fra gli angeli che si unirono alle donne umane, ribellandosi a Dio. Nelle traduzioni greche di questo libro viene chiamato Sammane (in greco Σαμμανή?) o Semiel (in greco Σεμιέλ?). Con quest'ultimo nome viene citato dal padre della Chiesa Ireneo di Lione, riferendosi a lui quale oggetto di culto degli Ofiti, mentre venne chiamato Sammane da Teodoreto di Cirro.
Nei testi talmudici appare come membro delle Schiere angeliche, con compiti spesso truci e distruttivi. Uno dei ruoli principali nella tradizione ebraica è quello dell'angelo della morte. Secondo la tradizione talmudica, pur desiderando che gli uomini agiscano secondo il male, resta un servo di Yahweh. Quale angelo, risiede nel Settimo Cielo, benché arcangelo del Quinto Cielo, poiché in quest'ultimo risiede la Merkavah, il trono della gloria di Dio.
Secondo alcuni Targum (Pirke de-Rabbi Eliezer), si sarebbe unito a Eva per dare alla luce Caino.

## Interpretazioni del nome
In base all'approccio utilizzato, l'etimologia del nome, volutamente ambigua, può avere significati plurimi.
Ad esempio, veleno/punizione di Dio ricavato da Sam'Ha'El, principalmente usato nell'ebraismo e nel misticismo ebraico.
Mentre il Dio cieco, da Sama'El, identifica il terzo nome del demiurgo secondo l'Apocrifo di Giovanni, rinvenuto nei codici di Nag Hammâdi.

## Raffigurazione gnostica
Spesso viene raffigurato nello gnosticismo come un serpente avente la testa di un leone.

## Ebraismo
Nella letteratura rabbinica Samael ha il ruolo di accusare gli uomini innanzi a Dio.
Le varie scuole di pensiero e le differenti interpretazioni hanno creato diverse raffigurazioni dello stesso:
- Nel Targum Jonathan viene identificato per la prima volta come angelo della morte.

Per questo, nel tosafot Abot de-Rabbi Natan, attribuito a Rabbi Nathan, viene chiamato "Samael il maledetto, la testa di tutti i diavoli".
- Nel Deuteronomio Rabbah 11[9] si cita testualmente:

"Dio ordinò a Michele e a Gabriele di prendere l'anima di Mosè e portarla in cielo, ma entrambi si rifiutarono. Dopo ciò, Dio ordinò a Samael il maledetto: "Va' e prendi l'anima di Mosé."
Quando vide l'anima di Mosé seduta a trascrivere l'Ineffabile Nome, che lo splendore del suo aspetto era pari a quello del Sole e che somigliava ad uno degli angeli del Signore degli eserciti, Samael ebbe paura di Mosé, e pensò: sicuramente nessun angelo riuscirà mai a cogliere l'anima di Mosé.
Immediatamente Samael tornò da Dio, e riportò quello che era successo innanzi a Lui.
Dio rispose a Samael: "Va' di nuovo e riporta l'anima di Mosè".
Subito (Samael) estrasse la spada dal fodero e si innalzò innanzi a Mosè.
Mosè divenne immediatamente furioso con lui, prese gli oggetti che erano a portata di mano e su cui il Nome Ineffabile era stato inciso, e cominciò ad usarli per percuotere Samael con tutte le sue forze.
Quando Samael fuggì, lo perseguitò grazie al Nome Ineffabile.
(Mosè) gli tolse il raggio della Gloria dalla fronte ed accecò i suoi occhi, che fino ad allora lo fissavano."
Questo testo fa capire che la cecità di Samael è stata considerata una sua caratteristica anche dalla cultura talmudica, benché non associata alla sua arbitrarietà.
- Nonostante Samael fosse totalmente incapace di discernere il bene dal male, per qualche motivo è stato associato alla figura di Satana. Viene anche identificato da alcune correnti ebraiche come l'angelo che mise la colonna di fumo tra gli Israeliti in fuga e l'esercito Egiziano e secondo lo Zohar lo stesso angelo causò le dieci piaghe d'Egitto. Secondo un'opinione rabbinica fu Samael l'angelo che "lottò" con Giacobbe.

A partire dal periodo amoraico (III secolo a.C.), Samael venne identificato con Satana. Nell'apocrifa Apocalisse greca di Baruc (4,9) viene chiamato Sammuel, e viene raccontata la storia in base alla quale egli diventò Satana: piantò la vite che causò la caduta di Adamo, e per questo venne condannato ad essere Satana.
- Nel testo apocrifo chiamato l'Ascensione di Isaia, scritto in greco ma di origine probabilmente essena, viene chiamato, oltre che Samael, anche Beliar e viene associato a Satana.

## Cinema
- Nel film Hellboy Samael viene rappresentato come un mostro a quattro zampe dell'aspetto orribile affamato di carne umana; è in grado di rigenerarsi quando viene ferito e, se viene ucciso, ne nascono altri due.
- Nella serie televisiva Lucifer Samael è il vero nome del diavolo, il protagonista.
- Nella serie televisiva The Sandman viene citato da Morfeo mentre dialoga col suo corvo all'inferno.

## Videogiochi
- Nel videogioco del 1999 Silent Hill, Samael viene rappresentato come il dio-demonio attorno alla cui figura ruota il Culto della cittadina, comunica spiritualmente con Dahlia Gillespie guidandola e ordinandogli di farlo resuscitare sulla terra attraverso gli incubi più terribili della figlia Alessa.
- Nel videogioco del 2010 Darksiders, Samael appare come una figura diversa da Satana ma vicinissima ad esso, similmente al ruolo che Belzebù ha nel Paradiso perduto di John Milton. Sebbene sia un demone, conosce il senso dell'onore, anche se i suoi piani sono sempre tenuti in segreto. Rinchiuso in una prigione infernale, aiuta Guerra nell'entrare nella torre del Distruttore, ma il cavaliere, a sua volta, deve dargli quattro cuori contenenti la sua forza, tanto elevata che potrebbe uccidere anche lui stesso con un solo respiro. Ricompare nel sequel Darksiders II come boss da affrontare, ma anche in questa occasione manterrà una posizione neutrale.
- Nel videogioco del 2017 The Binding of Isaac: Rebirth tramite una pratica mod è possibile utilizzare Samael come personaggio principale
- Il personaggio di Samael é presente nella serie di videogiochi Megami Tensei.